# Eleutheria Ana de Palm
Eleutheria Ana de Palm, ook bekend als Soeur Marie Lucie (Bonaire, 18 april 1833 - Curaçao, 26 augustus 1916) was de eerste non van Bonairiaanse afkomst.
Eleutheria de Palm werd als slavin geboren op Bonaire. Zij werd vrijgekocht (manumissio) door pater Basilio (1813-1884), bij wie zij als bediende werkte. Tussen 1849 en 1862 was pater Basilio pastoor van de parochie Playa in Kralendijk. Op 13 januari 1856, toen de Zusters van Roosendaal zich op het eiland vestigden, trad Eleutheria de Palm tot de orde toe onder de religieuze naam Soeur Marie Lucie. Na haar kwamen er nog meer slavinnen die hun vrijheid kochten en tot de kloostergemeenschap toetraden.
Zuster Marie Lucie overleed op 83-jarige leeftijd in Willemstad en werd begraven op de begraafplaats van de Zusters van Habaai.